# El Guacamayo (kommun)
El Guacamayo är en kommun i Colombia.   Den ligger i departementet Santander, i den centrala delen av landet, 190 km norr om huvudstaden Bogotá. Antalet invånare är 2 303. Arean är 101 kvadratkilometer.
Terrängen i El Guacamayo är bergig åt nordost, men åt sydväst är den kuperad.